# ایگیت قاریبیان
ایگیت گارگینی قاریبیان (ارمنی: Իգիթ Գարեգինի Ղարիբյան؛ زادهٔ ۱ دسامبر ۱۹۳۷ - درگذشته ۱۶ اوت ۲۰۲۰) تاریخ‌نگار و باستان‌شناس اهل ارمنستان بود.

## زندگی‌نامه
وی در ۱ دسامبر ۱۹۳۷ در مغرادزور، شهرستان هرازدان به دنیا آمد و از دانشکده تاریخ دانشگاه دولتی ایروان فارغ‌التحصیل گشت. وی برنده جوایزی همچون مدال موسس خورناتسی است. وی در ۱۶ اوت ۲۰۲۰ در سن ۸۲ سالگی درگذشت.